# 小谷仙庵
小谷 仙庵（こたに せんあん、弘化5年（1848年） - ?）は、江戸時代末期（幕末）の丹後宮津藩医、慶應義塾教員、京都府医師会長、副会長等を歴任。別名：小谷忍。従七位。

## 経歴
丹後国宮津城下に生まれる。藩医として、代々松平伯耆守（本庄松平家）に仕える。
宮津藩藩校・礼譲館（文武館）に学び、慶応元年（1865年）に藩命により鉄砲洲慶應義塾へ入塾。明治元年（1868年）に戊辰戦争により帰藩し、長崎養生所にて医術を修業する。再度上京して慶應義塾五級に入り、小杉恒太郎と共に明治3年（1870年）汐留出張所の移転先、麻布龍源寺分校の取締役に任ぜられる。慶應義塾では「英文購読」の授業を担当した。同門は小幡甚三郎、藤野善蔵、蘆野卷蔵、村尾真一。次いで上総国松尾藩英学校開設にあたり、千葉県に赴く。
晩年は帰郷し、北丹医師会（現・京都医師会）が発足すると会長に就任。他、東涌山宝泉寺の創設発起人となる。死没に際して従七位に叙する。なお、福沢諭吉よりも早くに死去している。